# Трупп Алоїзій Єгорович
Олексій Єгорович Трупп (Алоїз Лаурус Труупс, латис. Aloīzs Lauris Trūps) — полковник Російської імператорської армії, камер-лакей (камердинер) останнього російського імператора Миколи II. Латиш за національністю, віросповіданням — католик. Розстріляний більшовиками разом з царською сім'єю та іншими наближеними.

## Біографія
У 1918 році супроводжував цесаревича Олексія і його сестер Ольгу, Тетяну і Анастасію, яких везли на пароплаві «Русь» у Тюмень, а звідти на поїзді в Єкатеринбург. Після прибуття, 24 травня 1918 року, замінив у «Будинку Іпатьєва» хворого й відправленого в тюремну лікарню камердинера Чемодурова.
У ніч з 16 на 17 липня 1918 року розстріляний разом з родиною Миколи II та іншими слугами (лейб-медиком Боткіним, покоївкою Демидовою та кухарем Харитоновим). Рештки Труппа в загальному похованні ідентифіковані експертизою 1991—1998 років. 17 липня 1998 року похований у Петропавлівському соборі разом з членами царської родини та іншими слугами. На гробі Труппа, на відміну від інших, був католицький чотирикінцевий хрест.

## Канонізація і реабілітація
У 1981 році Алоізій Трупп був разом з усіма жертвами єкатеринбурзького вбивства канонізований Російською православною церквою за кордоном.
Російська православна церква Московського патріархату в 2000 році, канонізуючи царську сім'ю, не згадала у своєму рішенні слуг.
16 жовтня 2009 року Генеральна прокуратура Російської Федерації ухвалила рішення про реабілітацію 52 наближених царської родини, які зазнали репресій.